# Wspólnota administracyjna Altenberg
Wspólnota administracyjna Altenberg (niem. Verwaltungsgemeinschaft Altenberg) – wspólnota administracyjna w Niemczech, w kraju związkowym Saksonia, w okręgu administracyjnym Drezno, w powiecie Sächsische Schweiz-Osterzgebirge. Siedziba wspólnoty znajduje się w mieście Altenberg.
Wspólnota administracyjna zrzesza jedną gminę miejską oraz jedną gminę wiejską: 
- Altenberg
- Hermsdorf/Erzgeb.